# END OF THE WORLD (1995年の映画)
『END OF THE WORLD』（エンド・オブ・ザ・ワールド）は、1995年7月28日に公開された日本映画である。初公開時のタイトルは『すけべてんこもり』だが、再公開される際には脚本タイトルである『END OF THE WORLD』で紹介される。

## 概要
1995年7月28日、『すけべてんこもり』のタイトルで成人映画として公開。R18+。
成人映画としてのキャッチコピーは「悶えろ、果てるな、泣き叫べ!　南海の孤島で新妻を襲う官能の嵐!!」、「真夏の性宴!!乱交夫婦、悦楽の逃避行」。
火山噴火前の三宅島でロケをしており、溶岩の大地が異世界を思わす効果を出している。また、のちに瀬々監督作品の常連俳優となる川瀬陽太の商業映画デビュー作である。

## キャスト
- 河名麻衣
- 泉由起子
- 川瀬陽太
- 小林節彦
- 細谷隆広
- 岩崎誠
- 伊藤猛

## スタッフ
- 監督・脚本：瀬々敬久
- 企画：朝倉大介
- 撮影：中尾正人
- 照明・計測・照明：西久保維宏
- 編集：酒井正次
- 録音：シネ・キャビン
- 助監督：榎本敏郎
- 監督助手：坂本礼、菅沼隆
- 応援：松岡邦彦
- 製作・配給：国映